# Verzet in Hasselt

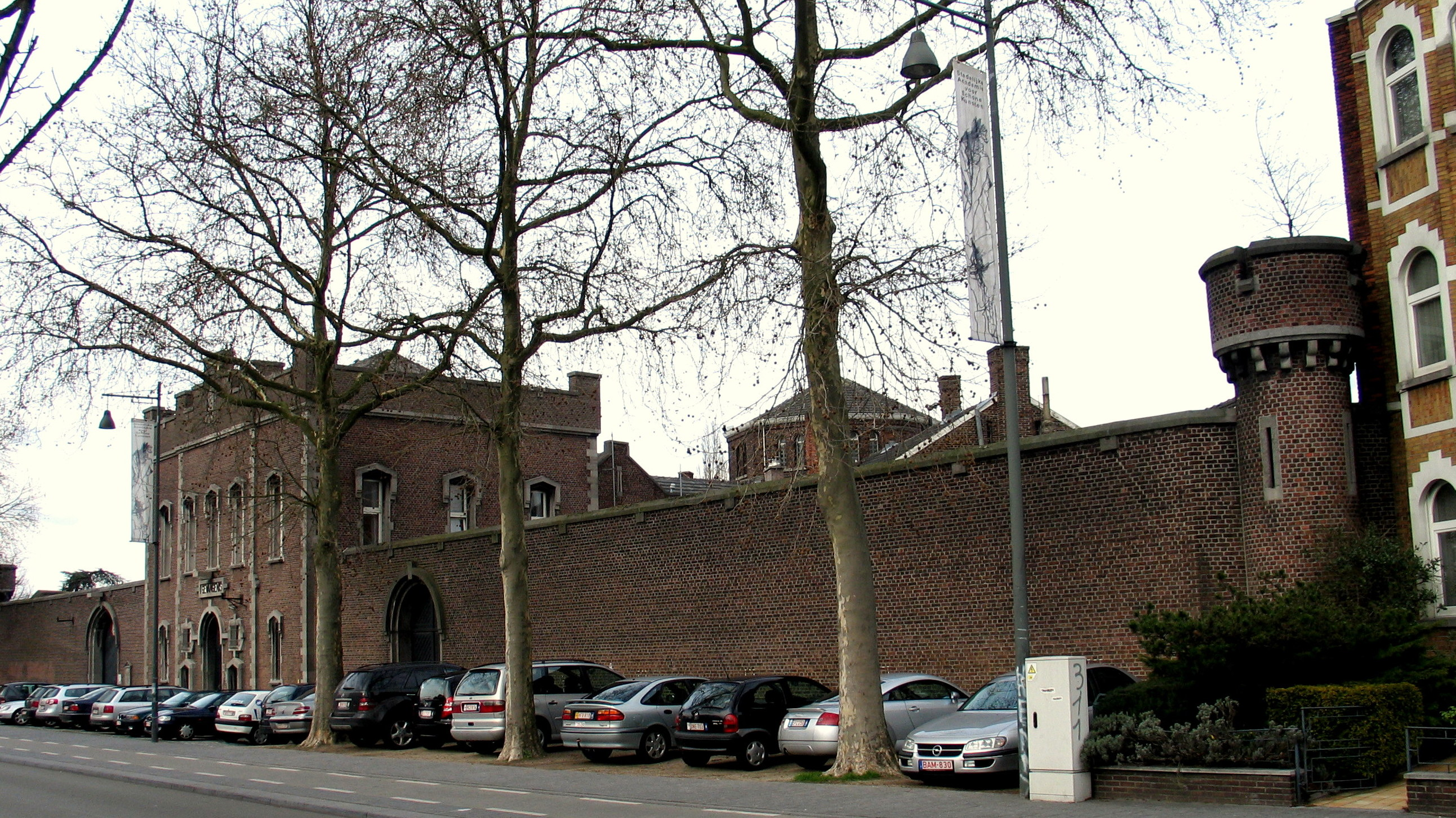
De voormalige gevangenis van Hasselt

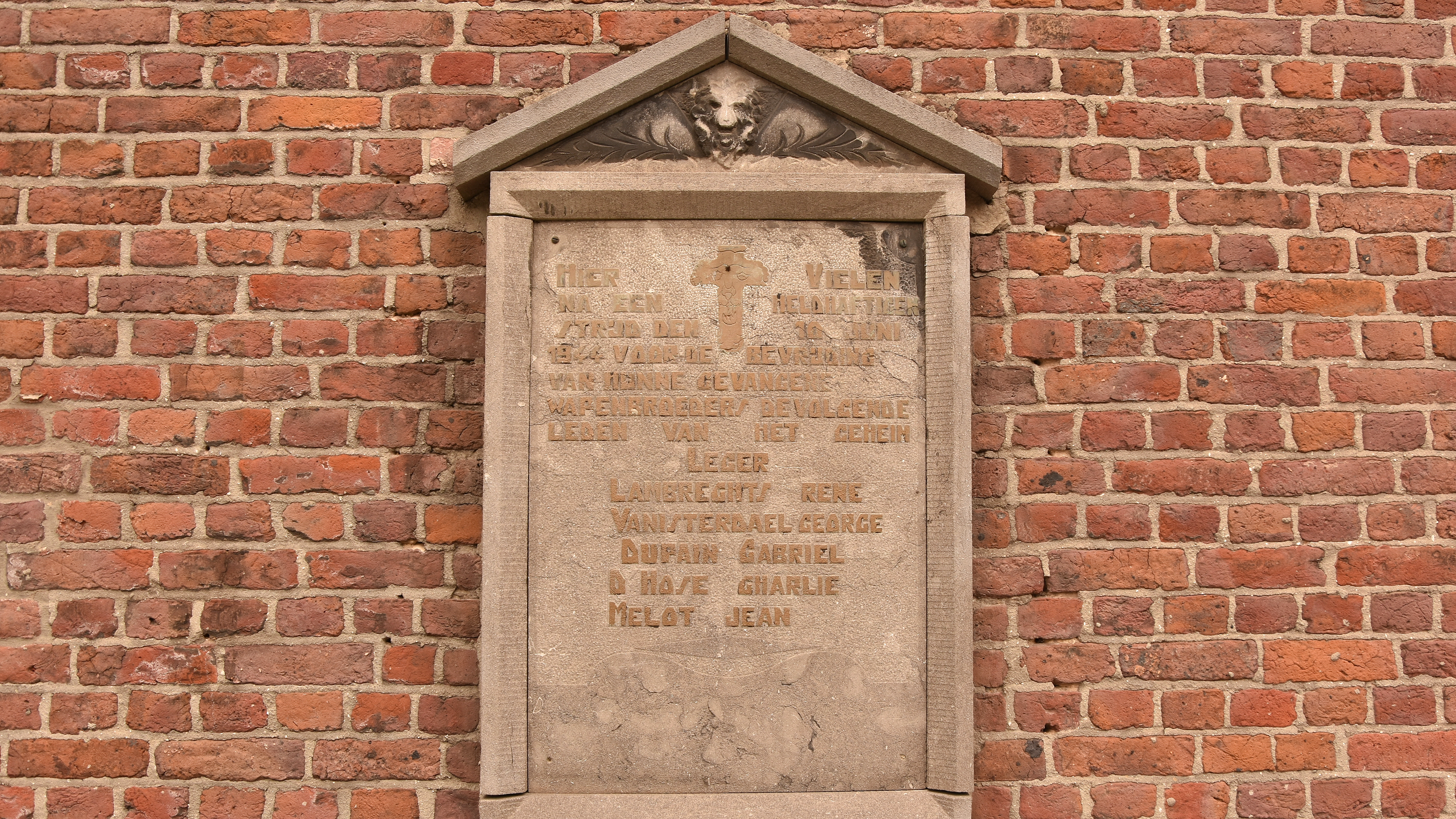
Gevangenis Hasselt - gedenkplaat voor de gesneuvelde weerstanders

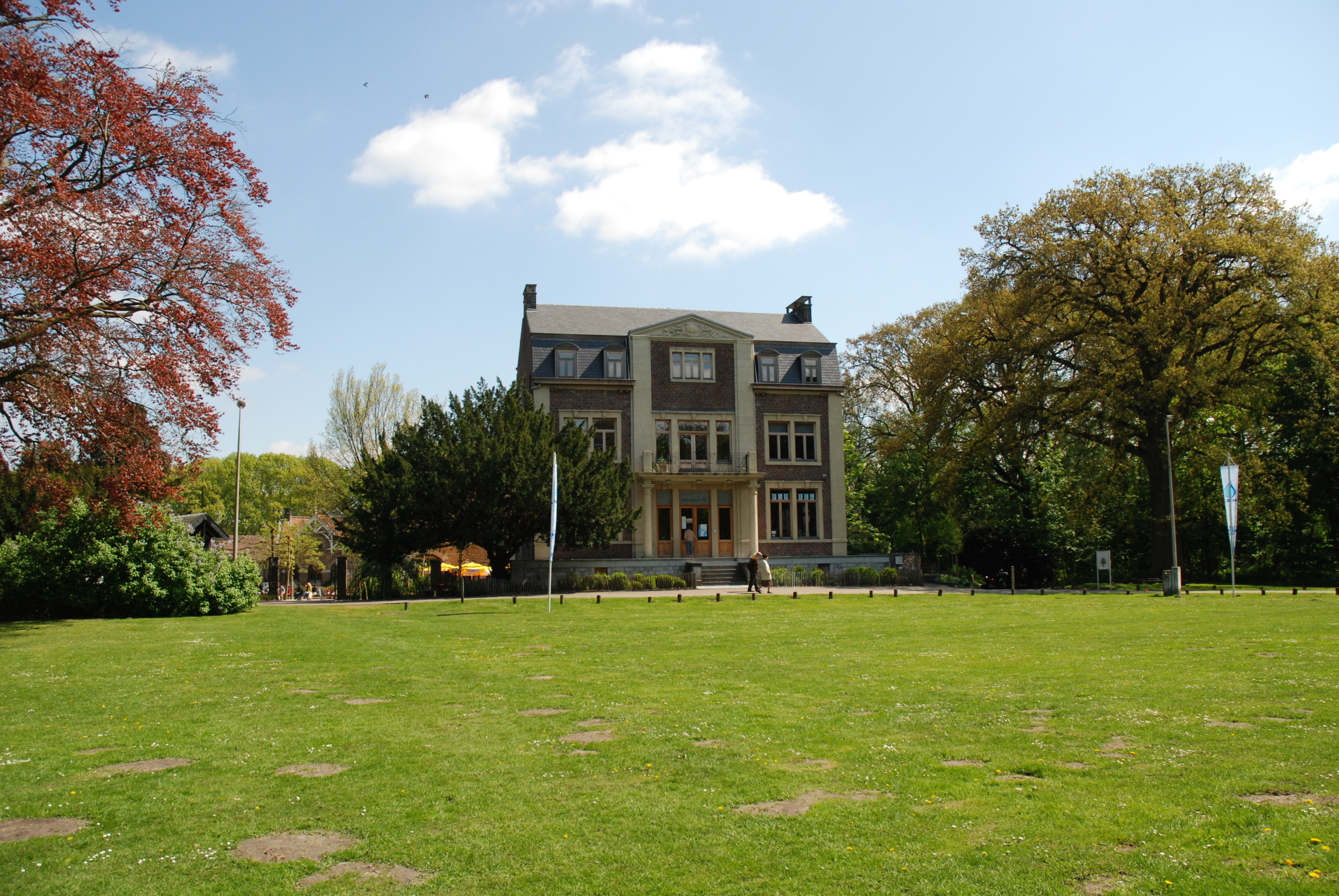
Het kasteel Vroonen van het Natuurdomein Kiewit

Het verzet in Hasselt (acties van leden van verzetsbewegingen tegen nazi-Duitsland tijdens de Tweede Wereldoorlog in de Belgische stad Hasselt) kende zijn hoogtepunt op 10 juni 1944.

## De bevrijding van verzetslui
Op 11 april 1944 fusilleerde de Duitse bezetter 24 leden van verzetsbewegingen in Hasselt. Ondanks deze actie nam het aantal verzetslui toe en groeide ook het aantal gevangengenomen leden in de gevangenis aan de huidige Martelarenlaan. Berichten dat zij zwaar werden aangepakt deed het besef groeien om dringend actie te ondernemen. Een commando-actie werd opgezet en met hulp van een bewaker viel het commando het gebouw binnen en bevrijdde 17 weerstanders. Buiten werden ze opgevangen en voorname leden waaronder de bevrijde vader en zus van commandant Tony Lambrechts vervoerde men onmiddellijk per auto naar het hoofdkwartier van de Witte Brigade te Zelem.
Een Duitse soldaat slaagde erin om via een poort te ontsnappen en alarm te slaan in de dichtbijgelegen kazerne op het Kolonel Dusartplein. Een aantal weerstanders werd omsingeld en vijf leden werden doodgeschoten waaronder Rene Lambrechts, broer van Tony. Een gedenkplaat op de muur van de gevangenis vermeldt hun namen.

## Kiewit na de bevrijding
Na de bevrijding van het centrum van Hasselt op 7 september kregen de weerstanders de opdracht de aftocht van Duitse troepen zoveel mogelijk te storen en de brug over het Albertkanaal in te nemen. Alhoewel de aftocht van de in Hasselt gestationeerde Duitsers niet veel kwaliteit verried, stond aan de noordzijde van het Albertkanaal het SS-regiment Landstorm Nederland klaar om van het kanaal een nieuwe verdedigingslinie te maken. De verzetslieden kregen de belofte dat wapens zouden worden gedropt bij hun hoofdkwartier, het kasteel Vroonen, nu deel van het natuurdomein Kiewit. Honderden leden geraakten doorheen de Duitse linies maar wapens kregen ze niet, enkel een vracht witte uniformen. Een Duits transport en 30 wapens werden buitgemaakt en dat alarmeerde de vijand die in Kiewit 5 verzetslieden doodde.